# Finse Station
Finse Station (Finse stasjon) er en jernbanestation på Bergensbanen, der ligger ved bebyggelsen Finse i Ulvik kommune i Norge. Stationen består af nogle få spor, en perron og en stationsbygning, der er opført efter tegninger af Paul Armin Due med en stueetage i sten og en overbygning i træ. Stationen er hjemsted for Rallarmuseet, der omhandler bygningen af banen.
Stationen åbnede 10. juni 1908. Med sin placering 1.222,22 meter over havet er den Norges højest beliggende station. Stationen var tidligere base for snerydningen på banen, men det ophørte, da Finsetunnelen blev indviet i 1993. I stedet foregår snerydningen nu fra Geilo og Myrdal.